# Josefa Frau
Josefa Frau Ribes, más conocida como Pepa Frau (Benisa Provincia de Alicante, 18 de septiembre de 1950) es una política y abogada española.
Fue entre los años 1991 y 2003 alcaldesa de Gandía y posteriormente ha sido diputada en las Cortes Valencianas y senadora en el Senado de España.

## Biografía
Licenciada en Derecho por la Universidad de Valencia, comenzó a trabajar como abogada tiempo más tarde, y en el año 1980 militó en el Partido Socialista Obrero Español entrando en el (PSPV-PSOE).

## Trayectoria política
Tres años más tarde, en 1983, Josefa Frau pasó a ser miembro de la ejecutiva del PSPV-PSOE y comenzó a dedicarse a la política municipal en el ayuntamiento de Gandía, siendo primera teniente de alcalde de 1983 a 1991. Durante estos años fue también elegida diputada a las Cortes Valencianas por la provincia de Valencia en las elecciones de 1983 y de 1987, hasta que abandonó el escaño el 10 de junio de 1987.

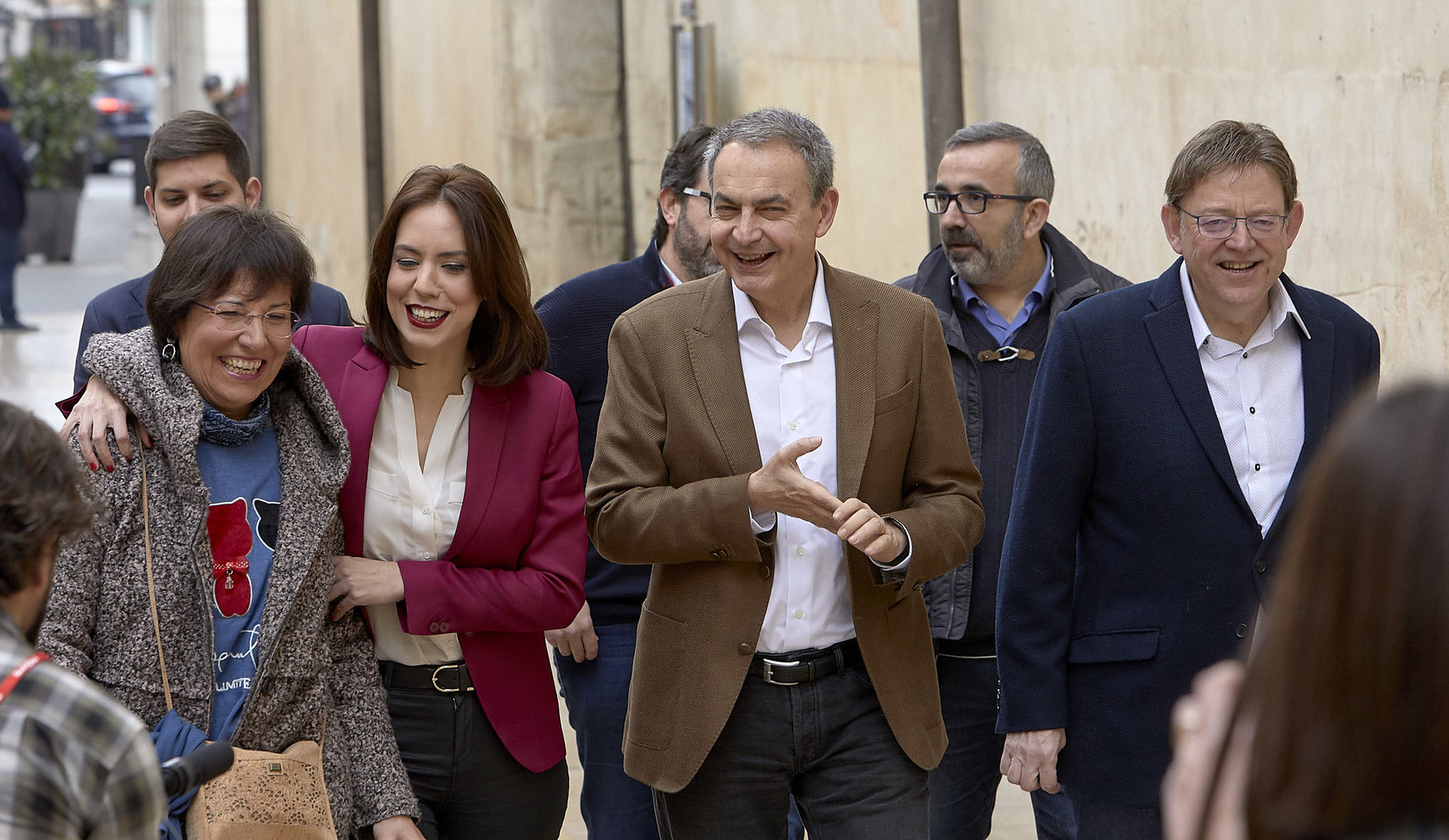
Pepa Frau, Diana Morant, Zapatero y Ximo Puig.

En 1991 pasó a liderar el Partido Socialista de Gandía, presentándose a las elecciones municipales, y fue elegida alcaldesa de Gandía permaneciendo en el cargo hasta el año 2003. También fue elegida senadora por la provincia de Valencia en las elecciones generales de 1986, (sustituyendo al político valenciano Enrique Sapena Granell), y en las de 1989, 1993 y 1996. Causó baja como senadora el 4 de abril de 2000.
Posteriormente, en 2003, regresó a las Cortes Valencianas al resultar electa en las Elecciones a las Cortes Valencianas de 2003, siendo reelegida en las elecciones de 2007. En su condición de diputada, fue nombrada miembro de la comisión parlamentaria en el Consejo Valenciano de Cultura.